# Wilhelm Schwartz (Philologe)

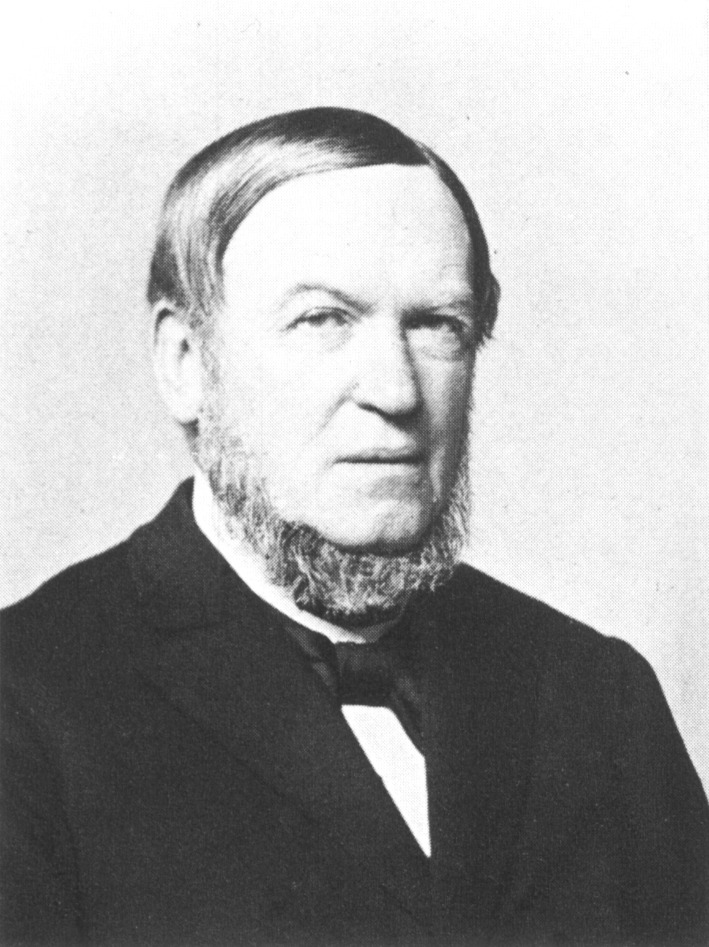
Wilhelm Schwartz

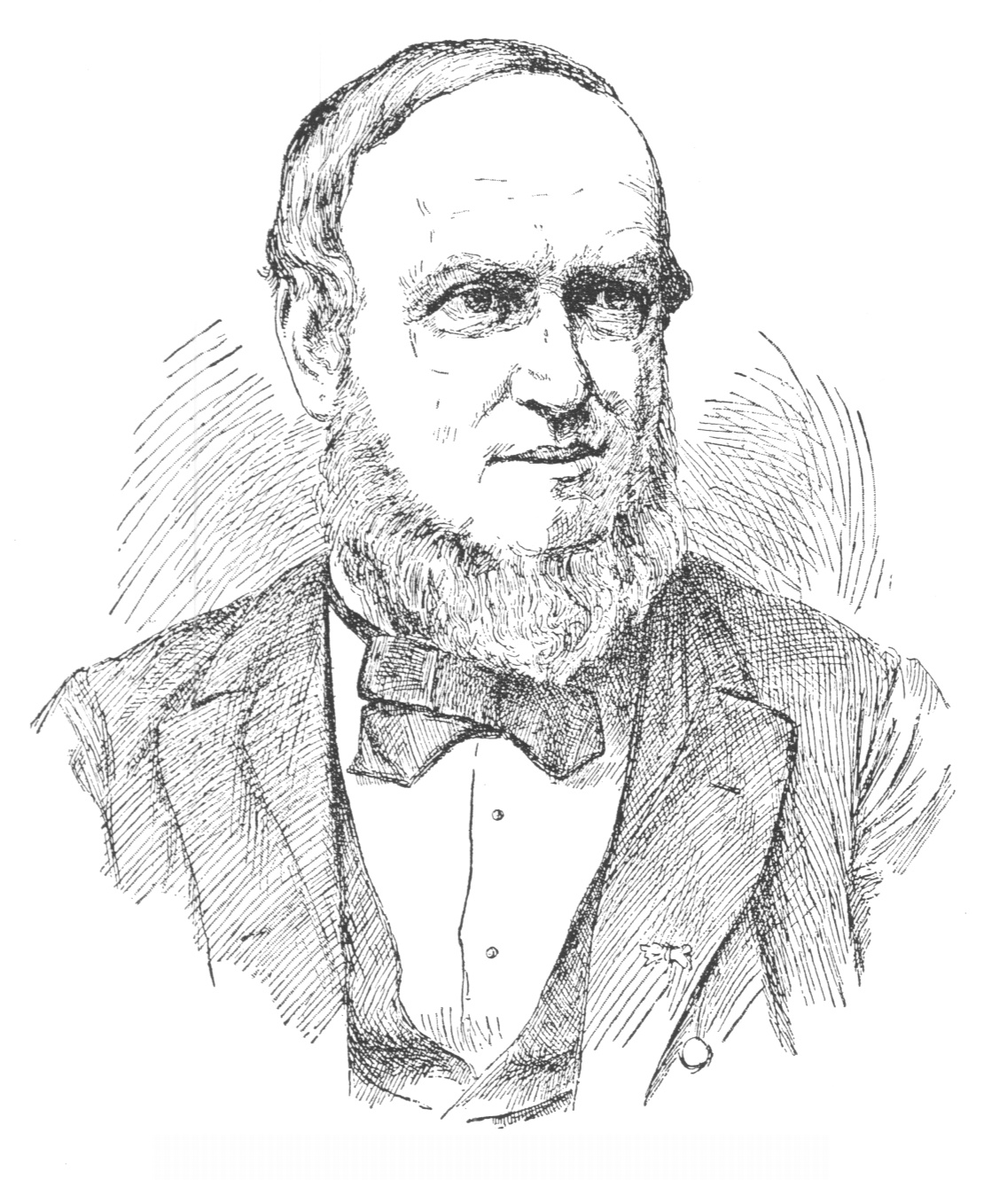
Wilhelm Schwartz, 1878

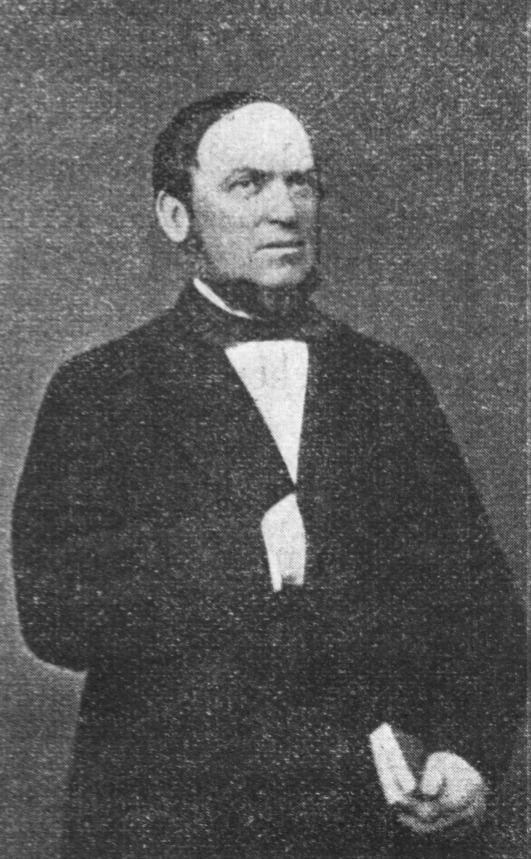
Wilhelm Schwartz, 1865

Wilhelm Friedrich Lebebrecht Schwartz (* 4. September 1821 in Berlin; † 16. Mai 1899 ebenda) war ein deutscher Gymnasiallehrer (Altphilologe), Sagensammler und Schriftsteller.

## Leben und Wirken
Wilhelm Schwartz wurde als Sohn des Inspektors (Direktors) vom Friedrichs-Waisenhaus Rummelsburg in Berlin geboren und besuchte von 1831 bis 1838 das Berlinische Gymnasium zum Grauen Kloster. Anschließend studierte er bis 1843 Philologie an der Universität Berlin und der Universität Leipzig. Mit einer Abhandlung zur Mythologie wurde er 1843 zum Dr. phil. promoviert. Nach dem Oberlehrerexamen wirkte er seit 1844 am Friedrichwerderschen Gymnasium in Berlin, wo er 1862 zum Gymnasialprofessor ernannt wurde. 1864 wechselte er als Direktor an das Friedrich-Wilhelms-Gymnasium in Neuruppin. In den nur acht Jahren seines Wirkens hier vollendete er das Testament des Landrates Friedrich v. Zieten († 1854), welcher ab 1817 der höchsten Ruppiner Lehranstalt eine umfangreiche Sammlung "Vaterländischer Altertümer" vermacht hatte: Am 6. Juli 1865, zum 500. Jubiläum der Schule, eröffnete er diese als Schulmuseum, das heute als eines der ersten Heimat-Museen des Landes Brandenburg gilt und als Stadtmuseum bis heute existiert. Zum selben Gründungsjubiläum veröffentlichte Wilhelm Schwartz die erste wissenschaftlich aufbereitete Geschichte des Neuruppiner Gymnasiums, gegründet 1365 als Lateinschule.
1872 wurde Prof. Schwartz an das Friedrich-Wilhelms-Gymnasium (Posen) berufen, 1882 an das neue Luisengymnasium Berlin. Kurz vor Eintritt in den Ruhestand 1894 verlieh ihm der Kaiser Wilhelm II. den Charakter eines Geh. Regierungsrats.
Er war mit Anna Lehnerdt († 28. Dezember 1897) verheiratet.

### Volkskunde
Schwartz sammelte 1839 bis 1849 auf Wanderungen mit seinem Schwager Adalbert Kuhn Sagen, Märchen, Gebräuche und Aberglauben der Mark Brandenburg und Norddeutschlands (Erinnerungen aus meinen Wanderungen in den Jahren 1837–1849. In: Archiv der Brandenburgia. Band 1, S. 143ff.). Er beschäftigte sich in seinen Schriften mit der Sagenforschung. Neben der älteren brandenburgischen Geschichte begann er in seiner Neuruppiner Zeit mit Schülern prähistorische Ausgrabungen; seine Nachfolger setzten diese Arbeit, ebenfalls mit Schülern, fort und ergänzten so das Neuruppiner Museum. Auch am Posener Gymnasium führte er prähistorische Ausgrabungen aus. Bedeutende Teile seiner eigenen Sammlungen schenkte er dem Museum im Gymnasium Neuruppin, dem Nationalmuseum (Posen), dem Museum für Völkerkunde, dem Volkstrachten-Museum und dem Märkischen Provinzial-Museum.

### Ehrenämter
- Mitglied der Kommission zur Erhaltung der Denkmäler in der Provinz Brandenburg
- Mitglied der Sachverständigenkommission der vorgeschichtlichen Abteilung vom Königlichen Museum für Völkerkunde
- Vorstandsmitglied der Berliner Gesellschaft für Anthropologie, Ethnologie und Urgeschichte
- Vorstandsmitglied des Vereins für Volkskunde

### Ehrungen
- Ehrenmitglied des Vereins für die Geschichte Berlins (1885)[1]
- Ehrenmitglied der Niederlausitzer Gesellschaft für Anthropologie und Altertumskunde (1891)
- Ehrenmitglied der Brandenburgia (1892)
- Geh. Regierungsrat (1894)
- Bronzebüste auf hohem Steinsockel in der Turmstraße 85 in Berlin-Moabit

## Veröffentlichungen (Auswahl)
- De antiquissima Apollinis natura. Dissertation, Berlin 1843.
- mit Adalbert Kuhn: Norddeutsche Sagen, Märchen und Gebräuche aus Meklenburg, Pommern, der Mark, Sachsen, Thüringen, Braunschweig, Hannover, Oldenburg und Westfalen. Brockhaus, Leipzig 1848; Nachdruck: Olms, Hildesheim [u. a.] 1983. ISBN 3-487-04300-9.
- Der heutige Volksglaube und das alte Heidentum. Nauck, Berlin 1850; 2. Auflage W. Hertz, Berlin 1862.
- Die altgriechischen Schlangengottheiten. Nauck, Berlin 1858; Neuauflage: W. Hertz, Berlin 1897.
- Der Ursprung der Mythologie dargelegt an griechischer und deutscher Sage. Hertz, Berlin 1860.
- Die poetischen Naturanschauungen der Griechen, Römer und Deutschen in ihrer Beziehung zur Mythologie. 2 Bände, Hertz, Berlin 1864 und 1879.
- Annalen des Friedrich-Wilhelms-Gymnasiums zu Neu-Ruppin: Gedenkblätter an das 500jährige Jubilaeum des Friedrich-Wilhelms-Gymnasiums zu Neu-Ruppin. Neu-Ruppin 1865;.[2] –  siehe auch: Heinrich Begemann ergänzte Neuauflage unter dem Titel Annalen des Friedrich-Wilhelms-Gymnasiums zu Neuruppin. Weidmann, Berlin 1915.
- Volkstümliche Schlaglichter. In: Zeitschrift des Vereins für Volkskunde Band 1, 1891, S. 17–36, 220 und 279–292; Band 2, 1892, S. 245 ff.
- Leitfaden für den deutschen Unterricht auf höheren Lehranstalten. Hertz, Berlin 1866; 24. Auflage, J. G. Cotta Nachf., Berlin 1904.
- Hülfsbuch für den Unterricht in der brandenburgisch-preussischen Geschichte. Hertz, Berlin 1867; 3. Auflage unter dem Titel Grundriss der brandenburgisch-preußischen Geschichte. Berlin 1884 (Digitalisat der 4. Aufl. 1894).
- Sagen und alte Geschichten der Mark Brandenburg. Hertz, Berlin 1871; 8. Auflage, Märkische Verlagsanstalt, Berlin 1922. (Digitalisat der zweiten Ausgabe von 1886)
- Bilder aus Brandenburgisch-Preussischer Geschichte. Berlin 1875 (Sammlung von Aufsätzen der Jahre 1863–1871).
- Materialien zur prähistorischen Kartographie der Provinz Posen. Posen 1875, mit 4 Nachträgen, 1879–81. (Beilage zum Programm des Königl. Fr. Wilh. Gymnasiums in Posen; Zusammenstellung der Funde und Fundorte)
- Der Organismus der Gymnasien in seiner praktischen Gestaltung. Berlin 1876.
- Der Ursprung der Stamm- und Gründungssage Roms unter dem Reflex indogermanischer Mythen. Jena 1878.
- Prähistorisch-anthropologische Studien. Mythologisches und Kulturhistorisches. Hertz, Berlin 1884 (Aufsatzsammlung).
- Indogermanischer Volksglaube. Ein Beitrag zur Religionsgeschichte der Urzeit. Seehagen, Berlin 1885.
- Nachklänge prähistorischen Volksglaubens im Homer. O. Seehagen, Berlin 1894.

## Weitere Literatur
- Friedrich August Eckstein: Nomenclator philologorum. Leipzig 1871, S. 526. (Kurzbiografie), Nachdruck 2022. ISBN 978-3-36822-059-4.
- Richard Wrede, Hans von Reinfels (Hrsg.): Das geistige Berlin. Band 1, Berlin 1897.